# 2Dark
2Dark é um jogo de aventura furtiva e de terror dirigido por Frédérick Raynal, conhecido por ter desenvolvido Alone in the Dark.

## Enredo
Um ex-detetive chamado Mr. Smith viaja para a cidade de Gloomywood para resolver um mistério envolvendo o desaparecimento de crianças.

## Jogabilidade
A jogabilidade destina-se a ser simples e acessível para jogadores casuais. O jogador pode pegar itens, passando em cima deles. A furtividade irá desempenhar um grande papel no jogo, e o jogador pode usar a escuridão para ocultar a sua localização. Os inimigos podem ser alertado por sons que o jogador faz. O jogador terá de resgatar as crianças, que se moverão lentamente.

## Desenvolvimento

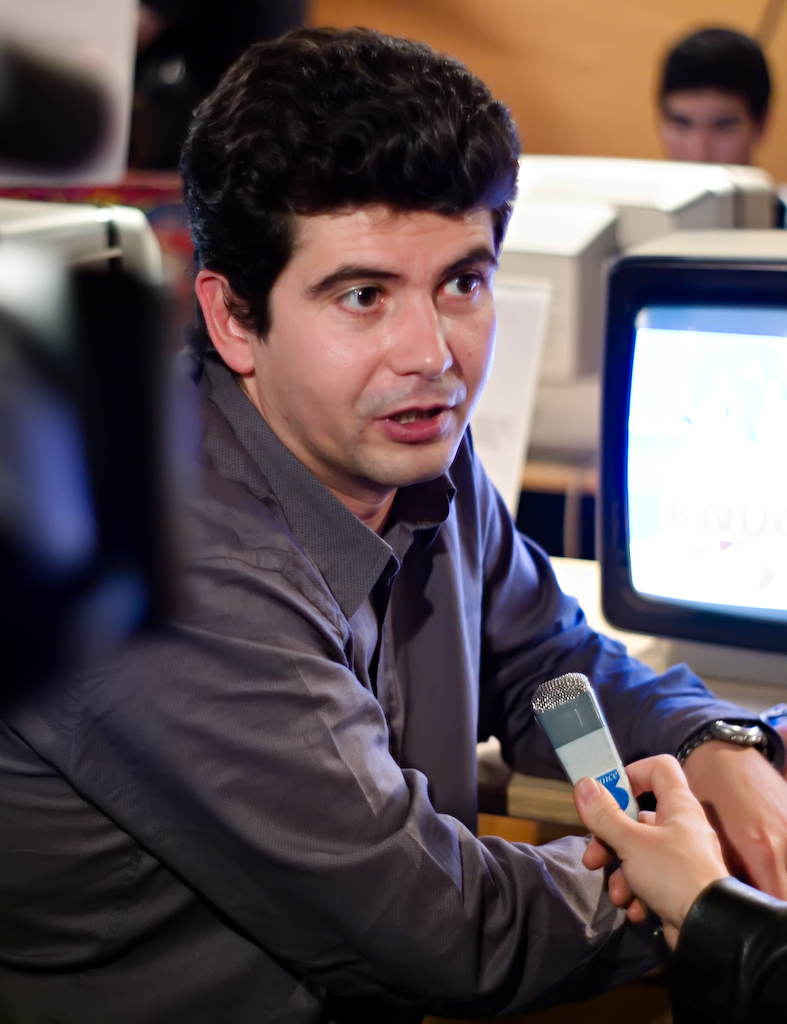
Frédérick Raynal no Montreuil Video Game Festival em 2007, dando entrevista a jornalistas da França 3

2Dark foi financiado pelo Ulule, em 21 de novembro de 2014.
Em 26 de outubro de 2015, um trailer de 2Dark foi publicado. Foi confirmado que o jogo estava sendo desenvolvido por um novo estúdio francês chamado Gloomywood, que inicialmente consistia de quatro pessoas, com Frédérick Raynal a dirigir. A versão beta foi disponibilizada para compra de 20€.
O jogo foi apresentado na E3 de 2015 e na Conferência de Desenvolvedores de jogos de 2016.
Em 11 de Março de 2016, a Gloomywood confirmou que 2Dark seria lançado em consoles, além de PC.
Depois do lançamento de 2Dark, as pessoas viram que o jogo foi protegido com DRM Denuvo. Durante a campanha da Ulule, a Gloomywood prometeu que o jogo seria livre de DRM. Isso significa que as versões para Linux e Mac que haviam sido planejadas nunca serão lançadas.